# Champrond-en-Perchet

Champrond-en-Perchet este o comună în departamentul Eure-et-Loir, Franța. În 1 ianuarie 2022 avea o populație de 389 de locuitori.